# Ninjas in Pyjamas
Ninjas in Pyjamas (abrégé NiP) est le nom d'une organisation suédoise de sport électronique connue pour les performances de ses équipes sur la scène Counter-Strike. L'équipe a refait surface en 2012 pour ensuite dominer la scène sur Counter-Strike: Global Offensive, gagnant la quasi-totalité des tournois en LAN la même année à l'exception du seul auquel ils n'avaient pas participé.

## Histoire
Ninjas in Pyjamas a, à l'origine, vu le jour en juin 2000, mais fut formé en tant qu'équipe en 2001, après plusieurs changements de nom et de composition.
Leur plus grand succès sur Counter-Strike est leur victoire aux mondiaux de la CPL de 2001, après une finale très serrée contre l'équipe X3 (vainqueur de l'équipe Team3D). Ils eurent ensuite des problèmes pour trouver des sponsors mais la solution se présenta en rejoignant la célèbre organisation SK Gaming. Ils furent connu sous les noms de « SK Scandinavie » et « SK Suède » durant leur contrat. Ils continuèrent sur leur succès et devinrent une force reconnue dans le milieu professionnel Counter-Strike. Ils totalisent des gains en tournoi d'environ 170 000 dollars en 2003,,,.
Avec la volonté de conserver une plus grosse part de l'argent des sponsors, ils décident de quitter SK Gaming au début de 2005. Plus tard, dans l'année, certains joueurs retourneront chez SK Gaming en laissant à Ninjas in Pyjamas le soin de trouver d'autres talents pour les remplacer.
À la suite de ces divers problèmes, Emil "HeatoN" Christensen, avec son coéquipier et ami Tommy "Potti" Ingemarsson ainsi que les managers Peter Hedlund et Victor Lindgvist, reforment Ninjas in Pyjamas en tant qu'entreprise.
Le 10 août 2012, les Ninjas in Pyjamas annoncent leur retour en passant de Counter-Strike à Counter-Strike: Global Offensive. L'équipe est composée à présent de Patrik "f0rest" Lindberg (anciennement SK Gaming), Christopher "GeT_RiGhT" Alesund (anciennement SK Gaming), Richard "Xizt" Landström (anciennement Fnatic), Robin "Fifflaren" Johansson et Adam "friberg" Friberg. Les trois premiers joueurs sont issus de Counter-Strike 1.6 tandis que les deux derniers viennent de Counter-Strike: Source.
Durant l'année 2012, ils ont remporté tous les tournois en LAN auxquels ils ont participé, ainsi que la quasi-totalité des tournois internationaux en LAN ayant eu lieu, à l'exception d'un seul, auquel ils n'ont pu participer, gagné par ESC Gaming. À noter qu'ils n'ont pas perdu un seul match, ni même une seule carte en LAN. Cela fait d'eux la meilleure équipe de l'année 2012 au niveau mondial, loin devant leurs plus sérieux concurrents VeryGames et ESC Gaming.
Le 29 juin 2014, les Ninjas in Pyjamas sont éliminés par les Virtus.Pro dans la demi-finale du lower bracket des ESEA Global Finals Saison 16. C'est la première fois que la formation Suédoise ne finit pas dans le top 4 d'une compétition en LAN sur Counter-Strike: Global Offensive.
Lors de la deuxième partie des LCS (League Championship Series) sur League of Legends, les NiP reprennent une la line up des CW (Copenhagen Wolves) pour intégrer les LCS Summer. Ainsi Deficio, Bjergsen, TheTess, Needgodbro et Svenskeren rejoignent les NIP, bien que tous ne soient pas titularisés au profit de Freeze, et Malunoo (ancien aAa).
Le 17 août 2014, les NiP remportent les ESL One Cologne 2014 sur Counter-Strike: Global Offensive contre Fnatic sur un score de 2-1 (16-11/8-16/16-13), et gagnent 100,000$.
Le 22 août 2015, les NiP perdent en 1/4 de finale des ESL One Cologne 2015 sur Counter-Strike: Global Offensive contre Virtus.Pro sur un score de 16-14/16-5. Cette défaite met fin à une série de 5 finales consécutives en major pour l'équipe suédoise.
Le 10 août 2021, la direction des NiP annoncent leur retour sur League of Legends en ligue chinoise mais le nom ne sera effectif qu'à partir de la saison 2023.

## Logos

2017 - 2020
Depuis 2020

## Divisions actuelles

### Counter-Strike: Global Offensive[13]
L'équipe est longtemps restée la même depuis que NiP a commencé Counter-Strike: Global Offensive. Après plus de 2 ans de jeux sous cette équipe, Robin « Fifflaren » Johansson décide le 3 novembre 2014 de quitter la team et a été remplacé par le joueur Mikail « Maikelele » Bill. Ce dernier peut rajouter à son palmarès une deuxième place à la DreamHack Winter 2014 avant d'être congédié, l'organisation mettant en cause un manque d'expérience, au profit du joueur Aleksi « Allu » Jalli. Le 29 décembre 2015, Jacob « pyth » Mourujärvi rejoint les rangs des Ninjas à la place du joueur finlandais qui a préféré retourner jouer dans une équipe finlandaise. Le 5 juin 2018, le joueur Jonas « Lekr0 » Olofsson jouant jusqu'alors au sein de l'équipe Fnatic, rejoint NiP à la place de William « Draken » Sundin et récupère la fonction de In-Game Leader.
En avril 2021, NiP annonce l'arrivée dans l'équipe de l'ancien joueur d'Astralis, le Danois Nicolai « dev1ce » Reedtz, en tant que nouveau sniper.
| Nat. | Pseudo  | Nom                     | Rôle          | Date d'entrée    |
| ---- | ------- | ----------------------- | ------------- | ---------------- |
|      | Plopski | Nicolas Gonzalez Zamora | Rifler        | Juin 2019        |
|      | dev1ce  | Nicolai Reedtz          | Inactif       | Avril 2021       |
|      | hampus  | Hampus Poser            | Rifler/Leader | Mai 2020         |
|      | REZ     | Fredrik Sterner         | Rifler        | Juin 2017        |
|      | Brollan | Ludvig Brolin           | Rifler        | 22 mars 2022     |
|      | es3tag  | Patrick Hansen          | Sniper        | 17 novembre 2021 |

|  | djL | Daniel Narancic | Entraineur | 14 janvier 2022 |

### Tom Clancy's Rainbow Six: Siege[16]
| \| Nat. \| Pseudo \| Nom \| Date d'entrée \| \| ---- \| -------- \| ----------------- \| --------------- \| \| \| julio \| Julio Giacomelli \| 11 juin 2018 \| \| \| Muzi \| Murillo Muzi \| 31 mai 2019 \| \| \| Kamikaze \| João Gomes \| 11 juin 2018 \| \| \| Psycho \| Gustavo Rigal \| 11 juin 2018 \| \| \| Pino \| Gabriel Fernandes \| 12 octobre 2019 \| |          |                   |                 |
| Nat. | Pseudo   | Nom               | Date d'entrée   |
| | julio    | Julio Giacomelli  | 11 juin 2018    |
| | Muzi     | Murillo Muzi      | 31 mai 2019     |
| | Kamikaze | João Gomes        | 11 juin 2018    |
| | Psycho   | Gustavo Rigal     | 11 juin 2018    |
| | Pino     | Gabriel Fernandes | 12 octobre 2019 |

### League of Legends (LPL)
| Effectif | Effectif | Effectif       | Effectif    | Effectif      | Effectif                   |
| -------- | -------- | -------------- | ----------- | ------------- | -------------------------- |
| Nat.     | Pseudo   | Nom            | Rôle        | Date d'entrée | Club précedent             |
|          | shanji   | Deng Zi-Jian   | Toplaner    | Décembre 2023 | OMG                        |
|          | Leyan    | Lu Jue         | Jungler     | Juillet 2024  | IG                         |
|          | Aki      | Mao An         | Sub Jungler | Décembre 2023 | OMG                        |
|          | Rookie   | Song Eui-jin   | Midlaner    | Décembre 2023 | TES                        |
|          | Photic   | Ying Qi-Shen   | AD Carry    | Janvier 2023  | V5 (NIP)                   |
|          | Zhuo     | Wang Xu-Zhuo   | Support     | Janvier 2023  | V5 (NIP)                   |
|          | zero     | Yoon Kyung-sup | Sub Support | Décembre 2023 | Dignitas (pendant 9 jours) |

## Anciennes divisions

### League of Legends (LEC)[17]
L'équipe annonce en 2017 son retrait de la scène League of Legends.
| \| Nat. \| Pseudo \| Nom \| Rôle \| \| ---- \| ----------- \| ------------------ \| ---------------- \| \| \| Profit \| Kim Junhyung \| Top \| \| \| WhiteKnight \| Matti Sormunen \| Top (remplaçant) \| \| \| Shook \| Ilyas Hartsema \| Jungle \| \| \| Nagne \| Kim Sang-moon \| Mid \| \| \| HeaQ \| Martin Kordmaa \| Carry AD \| \| \| Sprattel \| Hampus Abrahamsson \| Support \| |             |                    |                  |
| Nat. | Pseudo      | Nom                | Rôle             |
| | Profit      | Kim Junhyung       | Top              |
| | WhiteKnight | Matti Sormunen     | Top (remplaçant) |
| | Shook       | Ilyas Hartsema     | Jungle           |
| | Nagne       | Kim Sang-moon      | Mid              |
| | HeaQ        | Martin Kordmaa     | Carry AD         |
| | Sprattel    | Hampus Abrahamsson | Support          |

### Paladins[19]
| \| Nat. \| Pseudo \| Nom \| Rôle \| \| ---- \| ----------- \| --------------------------- \| ------- \| \| \| Bird \| Erik Sjösten \| Support \| \| \| DiGeDoG \| Dylan Chainski \| Tank \| \| \| isbittenner \| Ken Leander Vang Aspestrand \| Dégât \| \| \| Bonkar \| Malkolm Rench \| Tank \| \| \| Alex \| Aleks Suchev \| Dégât \| |             |                             |         |
| Nat. | Pseudo      | Nom                         | Rôle    |
| | Bird        | Erik Sjösten                | Support |
| | DiGeDoG     | Dylan Chainski              | Tank    |
| | isbittenner | Ken Leander Vang Aspestrand | Dégât   |
| | Bonkar      | Malkolm Rench               | Tank    |
| | Alex        | Aleks Suchev                | Dégât   |

## Palmarès
| Counter-Strike: Global Offensive | Counter-Strike |
| --- | --- |
| - CS:GO Major Championships : - Vainqueur - ESL One Cologne 2014 - Finaliste - ESL One Katowice 2015 - DreamHack Winter 2014 - EMS One Katowice 2014 - DreamHack Winter 2013 - Premier Tournaments : - Vainqueur - Intel Extreme Masters XII - Oakland - Intel Extreme Masters XI - Oakland - StarLadder i-League StarSeries Season 2 - DreamHack Masters Malmö 2016 - ESL One: Cologne 2014 - DreamHack Summer 2014 - Fragbite Masters Season 1 - DreamHack Bucharest 2013 - ESEA Global Finals Season 14 - DreamHack Summer 2013 - ESEA Global Finals Season 13 - ESL Major Series One - Spring 2013 - DreamHack Winter 2012 - ESWC 2012 | - 1er CPL Dallas, 2000 - 1er CPL London, 2001 - 1er CPL Berlin, 2001 - 1er CPL World, 2001 - 2e World Cyber Games, 2006 |

### Gains en tournoi

#### 2012
En 2012, les Ninjas in Pyjamas ont gagné environ 56 500 euros en prix de tournoi. Leur plus gros gain s'élève à environ 18 000 euros (150 000 couronnes) pour leur victoire à la DreamHack Winter 2012.

#### 2013
En 2013, les Ninjas in Pyjamas ont gagné environ 193 000 euros en prix de tournoi. Leur plus gros gain s'élève à environ 44 200 euros (50 000 dollars) pour leur deuxième place à la DreamHack Winter 2013.

## Records

### Counter-Strike: Global Offensive
Depuis leurs débuts sur Counter-Strike: Global Offensive, les Ninjas in Pyjamas ont dominé la scène professionnelle, en restant invaincu en LAN jusqu'au 5 avril 2013, où ils subissent leur première défaite par l'équipe russe-ukrainienne Virtus.pro sur le score final de 2-0 (16-14 16-10). Ils ont également gagné tous les tournois internationaux en LAN de l'année 2012, à l'exception des phases finales des SLTV StarSeries IV, auxquelles ils n'ont pu participer. Ils détiennent logiquement de nombreux records.

#### LAN
- Titres : 15
- Titres internationaux : 7
- Titres consécutifs : 10 (série stoppée par Virtus.pro)
- Titres internationaux consécutifs : 7
- Finales : 16
- Finales consécutives : 16 (série stoppée par Virtus.pro)
- Matchs gagnés : 78
- Cartes gagnées : 124
- Matchs gagnés consécutifs : 58 (série stoppée par Virtus.pro)
- Cartes gagnées consécutives : 87 (série stoppée par Virtus.pro)

Le plus impressionnant étant probablement leur record d'invincibilité en LAN ayant duré presque 8 mois. Il est de 58 victoires, 0 égalité, 0 défaite (par match) et 87 victoires, 0 égalité, 0 défaite (par carte). Cela constitue un record absolu, toutes versions de Counter-Strike confondues.

## Rivalités
Bien qu'ayant dominé la scène internationale, Ninjas in Pyjamas ont joué contre de nombreuses équipes talentueuses au fil des tournois. Voici une courte liste des adversaires qu'ils ont rencontré le plus souvent, ainsi que le bilan de leurs face à face.

### Virtus.pro
Virtus.pro est la première équipe à battre NiP en LAN, stoppant ainsi leur série d'invincibilité le 5 avril 2013 lors des SLTV starseries V finals, ainsi que leur série de titres remportés, en les battant à nouveau en finale. Ils ont auparavant disputé d'autres matchs toujours serrés au score. Ils se sont notamment rencontrés lors des Copenhagen Games 2013 et de l'événement TECHLABS 2013, où NiP s'était imposé pour prendre le titre. Ils éliminent de nouveau NiP en demi-finale des RaidCall EMS One Summer 2013 Finals, sur le score de 2-1, après avoir perdu la première carte.
| LAN     | NiP | Virtus.pro |
| ------- | --- | ---------- |
| Finales | 1   | 1          |
| Matchs  | 4   | 3          |
| Cartes  | 7   | 6          |
| Manches | 190 | 171        |

### VeryGames
L'équipe française VeryGames (VG) a été considérée par beaucoup comme la deuxième meilleure équipe au monde sur Counter-Strike: Global Offensive en 2012. Elle a terminé en finale quatre fois consécutivement dans des tournois internationaux. NiP fut leur adversaire dans chacune d'entre elles, et remporta toutes leurs confrontations,,,. Ils s'affrontèrent pour la première fois en 2013 en LAN aux Copenhagen Games, en quart de finale de l'arbre des vainqueurs. Ils se rencontrent en finale de l'arbre des vainqueurs aux ESEA Invite Season 13 Finals à Dallas, qui est la plus serrée de toutes leurs confrontations, mais NiP parvint malgré tout à s'en sortir sur le score de 2-0 (16-14 16-14).
| LAN     | NiP | VG  |
| ------- | --- | --- |
| Finales | 4   | 0   |
| Matchs  | 7   | 1   |
| Cartes  | 14  | 2   |
| Manches | 239 | 159 |

### ESC Gaming
ESC Gaming (ESC) fut l'une des meilleures équipes Counter-Strike: Global Offensive en 2012, en gagnant le seul tournoi international en LAN auquel ni NiP ni VeryGames ne pouvaient participer, ainsi qu'en atteignant une finale d'un tournoi LAN majeur (Northcon 2012) qu'ils perdirent face à Ninjas in Pyjamas. En 2013, ils ont également atteint une demi-finale au Mad Catz CS:GO Invitational où, là encore, NiP prit l'avantage pour ensuite aller remporter le titre international face à Anexis,.
| LAN     | NiP | ESC |
| ------- | --- | --- |
| Finales | 1   | 0   |
| Matchs  | 5   | 0   |
| Cartes  | 8   | 0   |
| Manches | 128 | 66  |

## Statistiques

### Équipe
|                  | LAN   | En ligne | Total |
| ---------------- | ----- | -------- | ----- |
| Titres           | 15    |          |       |
| Finales jouées   | 16    |          |       |
| Matchs gagnés    | 78    |          |       |
| Matchs égalisés  | 0     |          |       |
| Matchs perdus    | 4     |          |       |
| Cartes gagnées   | 124   |          |       |
| Cartes égalisées | 0     |          |       |
| Cartes perdues   | 10    |          |       |
| Manches gagnées  | 2 081 |          |       |
| Manches perdues  | 1 056 |          |       |

### Source
- (en) Cet article est partiellement ou en totalité issu de l’article de Wikipédia en anglais intitulé « Ninjas in Pyjamas » (voir la liste des auteurs).